# Epsilon Lyrae
Epsilon Lyrae (ε Lyrae, förkortat Epsilon Lyr, ε Lyr) som är stjärnans Bayerbeteckning, är en dubbel dubbelstjärna belägen i den mellersta delen av stjärnbilden Lyran. De har en skenbar magnitud på 4,66/4,59 och är synliga för blotta ögat där ljusföroreningar ej förekommer. Baserat på parallaxmätning inom Hipparcosuppdraget på ca 20,10/20,97 mas, beräknas den befinna sig på ett avstånd av ca 162/156 ljusår (50/48 parsek) från solen.

## Egenskaper
Det norra stjärnparet kallas Epsilon1 Lyrae och det södra Epsilon2 Lyrae och kretsar kring varandra. Vid observation med högre förstoringar kan båda dubbelstjärnorna delas upp ytterligare i egna dubbelstjärnor, det vill säga systemet innehåller två uppsättningar dubbelstjärnor som kretsar kring varandra. Att kunna observera komponenterna samtidigt i vart och ett av paren är ett vanligt referensvärde för upplösningseffekten hos ett teleskop, eftersom de enskilda paren ligger så nära varandra. År 2006 var stjärnorna i Epsilon1 Lyrae separerade med 2,35 bågsekunder och i Epsilon2 Lyrae med ungefär samma belopp. Sedan de första precisionsmätningarna av deras omlopp på 1980-talet har båda stjärnparen förflyttat sig endast några grader i positionsvinkel.
Komponenterna i Epsilon1 Lyrae med magnitud på 4,7 respektive 6,2 är separerade med 2,6 bågsekunder och har en omloppsperiod som endast kan grovt uppskattas till ca 1 200 år, vilket betyder deras avstånd är ca 140 AE från varandra. Komponenterna i Epsilon2 Lyrae med magnitud 5,1 respektive 5,5 är separerade med 2,3 bågsekunder och har en ungefär hälften så stor omloppstid. De båda stjärnparen själva är inte närmare än 0,16 ljusår från varandra, och tar hundratusentals år för att genomföra en ett omlopp kring varandra.
En femte komponent i stjärnsystemet, som kretsar kring en av stjärnorna i Epsilon2 Lyrae, observerade 1985 med speckle-interferometri och bekräftades av två efterföljande observationer. Ingen omloppsbana kan beräknas från sådana begränsade data, men dess snabba rörelse tyder på en omloppsperiod på några tiotals år. Den maximala observerade separationen på 0,2 bågsekunder utesluter direkt visuell observation.
Ett antal andra närliggande stjärnor kan också vara en del av systemet, vilket ger systemet totalt tio stjärnor. Systemets arrangemang sammanfattas i tabellerna nedan. 
|   | Magnitud | Spektraltyp |
| A | 5,02     | A2          |
| B | 6,02     | A4          |
| C | 5,14     | A3          |
| D | 5,37     | A5          |
| E | 11,71    |             |
| F | 11,2     |             |
| G | 13,83    |             |
| H | 13,22    |             |
| I | 10,43    |             |
| a | 10,43    |             |

|       | Separation (bågsekunder) | Separation (ae) | Senaste Positions-vinkel | Period (år) | Halv storaxel (bågsekunder) | Noteringar                                    |
| AB-CD | 208,2                    | 10,500          | 172                      |             |                             | ε1-ε2                                         |
| AB    | 2,3                      | 116             | 347                      | 1804,41     | 4,742                       | komponenter i ε1                              |
| CD    | 2,4                      | 121             | 79                       | 724,307     | 2,92                        | komponenter i ε2                              |
| Ca    | 0,1                      | 5               | 225                      |             |                             | senast upptäckt interferometrisk följeslagare |
| AI    | 149,6                    | 7500            | 138                      |             |                             |                                               |
| CE    | 63,7                     | 3200            | 333                      |             |                             |                                               |
| EF    | 46                       | 2300            | 37                       |             |                             |                                               |
| EG    | 50                       | 2500            | 238                      |             |                             |                                               |
| GH    | 35                       | 1800            | 358                      |             |                             |                                               |